# Torpeda Mark 50
Mark 50 Advanced Lightweight Torpedo (Mk 50) – zaawansowana ("wystrzel i zapomnij") amerykańska lekka torpeda o napędzie chemicznym, przeznaczona do zwalczania zanurzonych okrętów podwodnych. Obok torped Mk 46 oraz Mk 48 ADCAP, stanowi podstawową broń w arsenale torpedowym Marynarki Wojennej Stanów Zjednoczonych. Mk 50 posiada zapalnik zbliżeniowy oraz kontaktowy, może być przenoszona i wystrzeliwana z pokładów okrętów podwodnych i nawodnych, samolotów oraz helikopterów. Mk. 50 wyposażona jest w głowicę o stosunkowo niewielkiej masie 45,35 kilograma, ze specjalnie jednak ukształtowanym ładunkiem wybuchowym, w celu umożliwienia jej przebijania dwukadłubowych rosyjskich okrętów podwodnych o dużych przestrzeniach między kadłubem lekkim i kadłubem sztywnym. 
Mark 50 została skonstruowana jako następnej generacji lekka torpeda w celu stopniowego zastąpienia dotychczasowych lekkich torped Mk 46, jako podstawowej lotniczej i okrętowej broni przeciwko zanurzonym okrętom podwodnym. Program tej torpedy doprowadzić miał do skonstruowania broni o znacząco zwiększonych możliwościach zwalczania zanurzonych jednostek podwodnych przeciwnika, w tym niektórych typów okrętów podwodnych o napędzie jądrowym. Istotna cechą tej torpedy jest możliwość działania na bardzo płytkich i przejrzystych wodach, w celu zapewnienia ochrony przeciwpodwodnej własnym jednostkom amfibijnym (Mk 50 Block Upgrade I). Torpeda napędzana jest energią uzyskiwaną z reakcji chemicznej w obiegu zamkniętym i samo naprowadzana na cel wbudowanym programowalnym systemem komputerowym AKY-14 przy pomocy sonaru aktywnego oraz pasywnego układu akustycznego.
Program torpedy Mark 50 został zainicjowany w 1974 roku, pierwsze zaś testy operacyjne odbyły się w latach 1986–1989. Po przerwie spowodowanej problemami natury technicznej, testy kontynuowano w latach 1990–1991. W 1992 roku w raporcie Departamentu Obrony USA stwierdzono iż Mk 50 jest operacyjnie efektywna i zadowalająca w pewnych warunkach. Nie była efektywna we wszelkich zakresach. W tym samym roku wszczęto prace nad oprogramowaniem nowej torpedy, co doprowadziło do opracowania dwóch ulepszeń – Block Upgrade I (BU-I) oraz Block Upgrade II (BU-II). Nowe algorytmy zastosowane w BU-I znacząco ulepszały torpedę i zostały zaimplementowane, ulepszenia zaś BU-II nie zostały zastosowane w Mk 50, jednakże przewidziano ich zastosowanie w torpedzie Lightweight Hybrid Torpedo (Lekka Torpeda Hybrydowa) opracowywanej w ramach odrębnego programu. Nawet jednak ulepszenia BU-I, mimo że zwiększyły możliwości torpedy, nie zapewniły jej optymalnych cech. Mark 50 Block Upgrade I w wciąż nie była wystarczająco efektywna przeciwko niektórym celom w trudnym środowisku działania. Trudności te i próby ich pokonania doprowadziły do stwierdzenia wymaganej efektywności torpedy dopiero w roku 1997. Cały program wraz z licznymi poprawkami doprowadził w końcu do uzyskania najlepszej torpedy lotniczej we współczesnym arsenale US Navy, a z dużym prawdopodobieństwem także w świecie. Z powodu wysokiego kosztu tej torpedy (2,9 miliona dolarów) wyprodukowano ją w bardzo ograniczonej liczbie, ograniczając się jedynie do produkcji wstępnej (Low Rate Production), zastępując jej produkcję produkcją nowej lekkiej torpedy Mark 54 MAKO.
Głównymi nosicielami tej torpedy są bazujące w bazach lądowych samoloty P-3 Orion, samoloty bazujące na lotniskowcach S-3 oraz helikoptery do zwalczania okrętów podwodnych (ZOP) SH-2, SH-3 oraz SH-60, a także nawodne jednostki pływające ZOP. Torpeda ta miała także stać się podstawą nowej wersji rakietotorpedy VL-ASROC, jednakże z powodu zaprzestania produkcji torpedy, program nowego VL-ASROC anulowano.